# نادي النجمة (ليبيا)
نادي النجمة الليبي هو نادٍ ليبي لكرة القدم مقره بنغازي، ويلعب في الدوري الليبي الممتاز.

## إنجازات الفريق
فاز الفريق ببطولة دوري الدرجة الثانية الليبي لكرة القدم (الدرجة الأولى حالياً) سنة 2008/2009.